# Ureuk
Ureuk (우륵)  est un musicien coréen du VIe siècle originaire de Gaya et créateur du gayageum. Il avait pour objectif d'unifier son pays en créant une musique unique pour tout le royaume. 